# Erika Nyström
Erika Nyström (Muurame, 13 de setembro de 1983) é uma jogadora de vôlei de praia finlandesa, nacionalidade pela qual conquistou a medalha de bronze no Campeonato Europeu de 2010 na Alemanha, posteriormente naturalizada cipriota e compete atualmente pelo Chipre.

## Carreira
O início de sua trajetória foi ao lado de sua irmã gêmea Emilia Nyström, competiram juntas na edição do Campeonato Mundial Sub-21 de 2001 realizado em Le Lavandou, representando a Finlândia, alcançaram a nona colocação, mesma posição obtida na edição seguinte, ou seja, em 2002 na Catânia. 
Juntas foram campeãs  do Campeonato Finlandês nos anos de 2002, 2004, 2005, 2006, 2008 e 2009, terminaram com o vice-campeonato nos anos de 2000 e 2001.Estrearam pelo Circuito Mundial de Vôlei de Praia, no Aberto de Stavanger em 2002, na mesma etapa em 2003 terminaram em vigésimo quinto lugar. Obtiveram o quinto lugar no Campeonato Mundial Sub-21 de 2003 em Saint-Quay-Portrieux, terminaram na nona posição no Campeonato Europeu de 2003 em Alanya. 
No Grand Slam de Marseille, pelo Circuito Mundial de 2004, pela primeira vez ficaram entre as dez melhores duplas, terminando na nona colocação; e na edição do Campeonato Europeu Sub-22 realizado em Brno conquistaram a medalha de ouro. Em 2005 terminaram na trigésima terceira colocação no Campeonato Mundial em Berlim, terminando na trigésima sétima colocação na edição de 2007 em Gstaad, o mesmo ocorrendo no Mundial de 2009 em Stavanger.
E formando dupla com sua irmã Emilia disputou o Campeonato Europeu de 2008 em Hamburgo e finalizaram na vigésima quinta posição, em 2010 obtiveram seu resultado mais expressivo, na edição do Campeonato Europeu realizado em Berlim, conquistaram a medalha de bronze.
As  gêmeas competiram em 2011 no Campeonato Mundialsediado em Roma, na edição do Campeonato Europeu em Kristiansand e no Circuito Europeu de Vôlei de Praia de 2012 em Haia, nestes terminaram na décima sétima posição.Na edição do Mundial de 2013 em Stare Jablonki finalizaram na nona colocação, o mesmo ocorrendo em Cagliari na edição do Campeonato Europeu.Em 2015 a dupla interrompem a carreira por causa das lesões, competiram até o Jogos Europeus sediados em Baku, terminando na décima sétima colocação.
Após um hiato na carreira, retorna ao lado de Anniina Parkkinen em 2017.Em 2021, já naturalizada cipriota, forma dupla com Daria Gusarova e terminaram na quarta colocação no torneio uma estrela de Sófia.

## Títulos e resultados
- Future de El Alamein do Circuito Mundial de Vôlei de Praia de 2023